# Кванц, Иоганн Иоахим
Иоганн Иоахим Кванц (нем. Johann Joachim Quantz; 30 января 1697, Шеден — 12 июля 1773, Потсдам) — немецкий флейтист, гобоист, композитор, теоретик музыки.

## Биография
Иоганн Иоахим Кванц родился 30 января 1697 года в городе Шедене пятым ребёнком в семье кузнеца. После смерти обоих родителей (1702 и 1707) воспитанием мальчика занимался его дядя — Юстус Кванц, который был городским музыкантом в Мерзебурге, а также органист Иоганн Фридрих Кизеветтер. Дядя тоже вскоре умер, и мальчик продолжил своё обучение у его преемника Иоганна Фляйшхака.

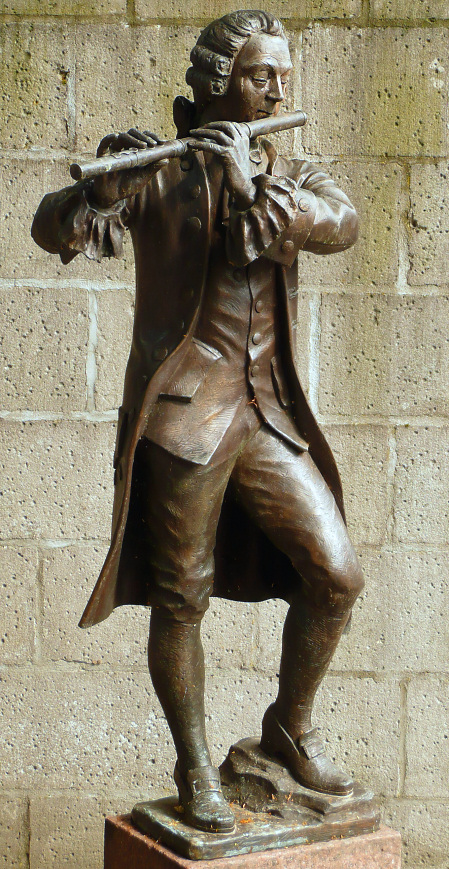
Памятник в Шедене

В 1714 году Кванц поступил на обучение в городской оркестр Пирны, где учился игре на флейте, гобое, трубе и на нескольких других инструментах. По окончании обучения в 1716 получил место гобоиста и флейтиста в оркестре городской капеллы Дрездена. С 1717 года обучался композиции у Яна Зеленки и Иоганна Фукса в Вене, в 1718 году брал уроки у флейтиста Пьера Габриеля Бюффардена.
В 1718 году перешёл в качестве гобоиста в придворный оркестр Августа II, в составе которого совершал частые поездки в Польшу. С 1724 по 1726 год он путешествовал по Италии, где обучался контрапункту в Риме, встретился с Алессандро Скарлатти, подружился с кастратом Фаринелли, и в Венеции услышал своего музыкального кумира Вивальди. Далее отправился в Париж, а затем в Лондон, где Гендель упрашивал его остаться.
В 1728 году Иоганн Иоахим Кванц стал флейтистом в придворной капелле Саксонии, в Дрездене (нем. Sächsische Staatskapelle Dresden) и познакомился с принцем Фридрихом, которому начал давать уроки игры на флейте, которые его король-отец сразу запретил (однажды Кванц был даже вынужден спрятаться в шкаф, когда отец решил проконтролировать непослушного принца).
В 1737 году Кванц женился на Анне Розине Шиндлер, однако брачный союз оказался неудачным, в Берлине ходили слухи, что жена его терроризировала.
В 1741 году после коронации Фридриха королём Пруссии он предложил Кванцу настолько выгодные условия в случае, если он согласится стать придворным композитором и музыкантом, что Кванц остался при дворе до конца своей жизни (его преемником стал впоследствии Иоганн Вендлинг). Каждый день он давал уроки игры на флейте королю, управлял придворным оркестром, сочинял. Он также изготавливал инструменты по собственным эскизам, за которые щедро платил король. Коллегой Кванца при дворе с 1738 по 1768 гг. (правда, в более низком статусе всего лишь придворного клавесиниста), был известный композитор Карл Филипп Эмануэль Бах. Кванц имел возможность познакомиться и с Бахом-отцом, который навещал своего сына композитора при дворе в 1747 году. Кванц во время поездки в Париж познакомился с флейтистом, композитором и видным масоном своего времени Жаком-Кристофом Нодо, с которым позже находился в дружеских отношениях.

## Творчество
Автор более 200 сонат для флейты, 300 концертов для флейты, 45 трио-сонат, многочисленных флейтовых дуэтов, трио, квартетов, и других произведений. Трактат Кванца «Опыт наставления по игре на поперечной флейте» («Versuch einer Anweisung die Flöte traversiere zu spielen» (Берлин, 1752) выходит за рамки флейтовой «школы» и по существу является фундаментальным руководством по исполнению музыки барокко. Написал автобиографию (опубликована В.Марпургом), в которой интересно описывает состояние музыки в Германии в его время.
Среди нововведений Кванца в строение поперечной флейты были дополнительные кольца, удлинявшие или укорачивающие инструмент — с их помощью можно было по-разному подстраивать инструмент — камертонное «ля» в то время имело сильный разброс, и могло сильно отличаться даже в соседних городах. Кванц также прибавил к инструменту дополнительный клапан ми-бемоль, который отличался по строю от клапана ре-диез — Кванц был приверженцем нетемперированного строя инструмента.

## Сочинения
- Жизнеописание господина Иоганна Иоахима Кванца, составленное им самим, или автобиография придворного музыканта / пер. С. Художниковой. — Петрозаводск: Петрозаводская государственная консерватория (академия) им. А. К. Глазунова, 2014. — 86 с. — ISBN 978-5-8021-2345-4.
- Versuch einer Anweisung die Flöte traversiere zu spielen. Berlin, 1752/R, 3/1789/R